# A Brit Virgin-szigetek az olimpiai játékokon
A Brit Virgin-szigetek 1984 óta valamennyi nyári olimpiai játékokon részt vett, az első szereplése viszont még az 1984-es téli olimpián volt. Sportolói még nem nyertek érmet.
A Brit Virgin-szigeteki Olimpiai Bizottság 1980-ban alakult, a NOB 1982-ben vette fel tagjai közé, a bizottság jelenlegi elnöke Reynold S. O'Neal.